# Connexion Island
Connexion Island är en ö i Australien. Den ligger i territoriet Northern Territory, omkring 620 kilometer öster om territoriets huvudstad Darwin. Arean är 10,6 kvadratkilometer. Den sträcker sig 4,1 kilometer i nord-sydlig riktning, och 4,1 kilometer i öst-västlig riktning.
Trakten runt Connexion Island är nära nog obefolkad, med mindre än två invånare per kvadratkilometer. Savannklimat råder i trakten. Genomsnittlig årsnederbörd är 1 330 millimeter. Den regnigaste månaden är mars, med i genomsnitt 303 mm nederbörd, och den torraste är augusti, med 13 mm nederbörd.